# Andritsena-Krestena
Andritsena-Krestena (griechisch Ανδρίτσαινα-Κρέστενα) ist eine Gemeinde auf der Peloponnes-Halbinsel im Süden der griechischen Region Westgriechenland. Verwaltungssitz der Gemeinde ist Krestena.

## Lage
Die Gemeinde Andritsena-Krestena liegt im Westen der Peloponnes-Halbinsel an der Grenze Westgriechenlands zur Region Peloponnes. Nachbargemeinden sind Pyrgos und Archea Olymbia im Norden. Gortynia und Megalopoli im Nordosten und Osten sowie Ichalia im Südwesten zählen zur Region Peloponnes. Zacharo liegt südwestlich.
Das Gemeindegebiet reicht vom Golf von Kyparissia im Westen bis zum Lykeo im Süden. Der Alfios bildet von Südosten bis nach Norden die natürliche Grenze zu den Nachbargemeinden.

## Verwaltungsgliederung
Die Gemeinde wurde nach der Verwaltungsreform 2010 aus dem Zusammenschluss der ehemaligen Gemeinden Skillounda, Alifira und Andritsena gebildet. Verwaltungssitz der Gemeinde ist Krestena. Die ehemaligen Gemeinden bilden seither Gemeindebezirke. Die Gemeinde ist weiter in 32 Dimotikes Kinotites untergliedert.
| Gemeindebezirk               | griechischer Name             | Code   | Fläche (km²) | Einwohner 2011 | Einwohner 2021 | Dimotikes Kinotites (Sg. Δημοτική Κοινότητα) | Lage |
| ---------------------------- | ----------------------------- | ------ | ------------ | -------------- | -------------- | --- | ---- |
| Skillounda                   | Δημοτική Ενότητα Σκιλλούντος  | 390301 | 194,379      | 10.303         | 08.853         | Krestena, Vrina, Grekas, Gryllos, Diasella, Kallikomo, Kalyvakia, Kato Samiko, Makrisia, Platiana, Ploutochori, Raches, Samiko, Skilloundia, Trypiti, Frixa |      |
| Alifira                      | Δημοτική Ενότητα Αλιφείρας    | 390302 | 095,823      | 02.008         | 01.189         | Alifira, Amygdalees, Vresto, Kallithea, Livadaki, Myronia                                                                                                   |      |
| Andritsena                   | Δημοτική Ενότητα Ανδριτσαίνης | 390303 | 130,724      | 01.798         | 01.158         | Andritsena, Dafnoula, Dragogi, Thisoa, Koufopoulo, Linistena, Matesi, Rovia, Sekoulas, Fanari                                                               |      |
| Gemeinde Andritsena-Krestena | Gemeinde Andritsena-Krestena  | 3903   | 420,926      | 14.109         | 11.200         | |      |